# Австрійський імператорський орден Єлизавети
Австрійський імператорський орден св. Єлизавети Угорської (нім. Österreichisch-Kaiserliche-Elisabeth-Orden) ― державна нагорода Австро-Угорської імперії. Заснована 17 вересня 1898 р. імператором Францом Йосифом І. Вручалася жінкам. Названа на честь святої Єлизавети Угорської.

## Історія
Орден Єлизавети був заснований 17 вересня 1898 року імператором Францом Йосифом I в пам'ять про свою дружину Єлизаветі Баварській, яку було вбито в Женеві 10 вересня 1898 року.
Нагорода була присвячена Св. Єлизаветі Угорській (1207–1231). В ієрархії жіночих орденів монархії Габсбургів Орден Єлизавети поступався лише Зоряному Хресту, але на відміну від цієї надзвичайно аристократичної прикраси, для нагородження Орденом Єлизавети не потрібно було жодної причини для знатності, він призначався незалежно від походження, расової або національної приналежності дам, за заслуги в сфері благодійництва та гуманітарній допомозі. Кандидатури на нагородження підбирав особисто імператор і король. Разом зі знаками ордена видавався і документ на німецькій або угорській мові.
Відповідно до першого статуту, орден мав 3 класи: Великий Хрест із зіркою, Командор із зіркою та Срібний Хрест. Наступник Франца Йосифа, Карл I, змінив статут 30 квітня 1918 р., додавши Орден 1-го класу без зірки і простий Єлизаветинський хрест.
Якщо нагороджена дама отримувала нагороду вищого рівня, то вона була зобов'язана здати молодшу в орденський капітул. Це ж правило стосувалося і покійних в Бозі. 
Знаки ордена офіційно виготовлялися виключно віденською фірмою «нім. C.F.Rothe und Neffe». Аж до 1915 р. знаки ордена були тільки з золота. 
Додатково до нагороди були засновані ще дві відмінності, які не входили в орденський реєстр — в 1918 році заснували срібний хрест (без емалей) і срібну медаль. Останньою нагороджували і чоловіків, в тому числі військовослужбовців, за ті ж чесноти, що і жінок. Знаки можна було не повертати в капітул. Хрест був зменшений і позбавлений емалей, а медаль — в діаметрі до 32 мм з рельєфним зображенням на аверсі орденського хреста і монограми «Е» серед троянд на реверсі.

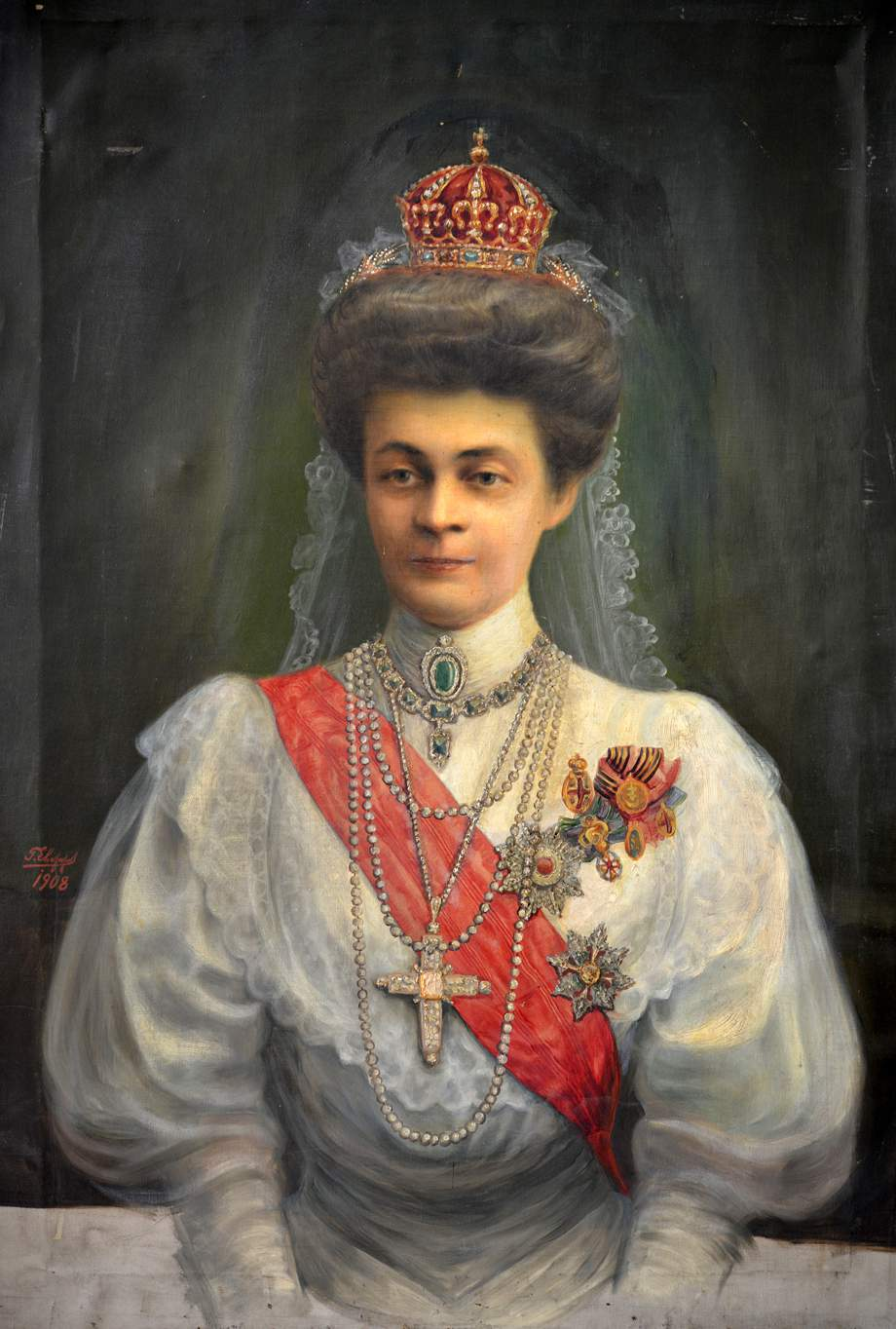
Зірка ордену на портреті болгарської цариці Елеонори Ройсс цу Кьостриць (нижня)

## Ступені нагороди

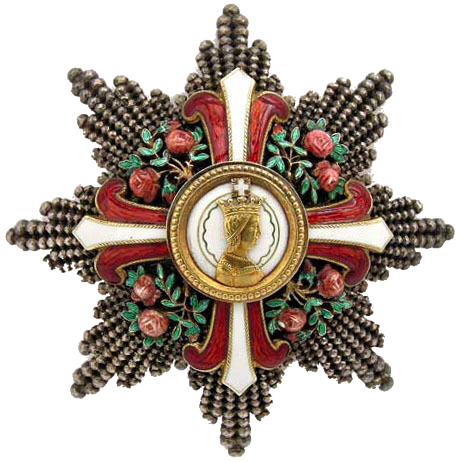

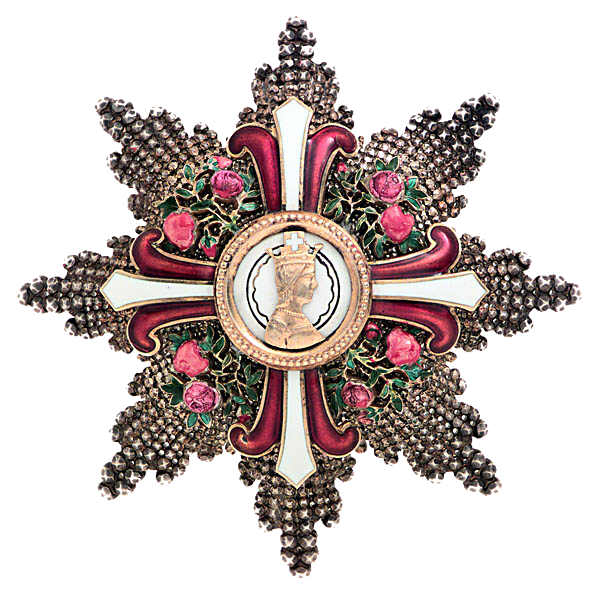

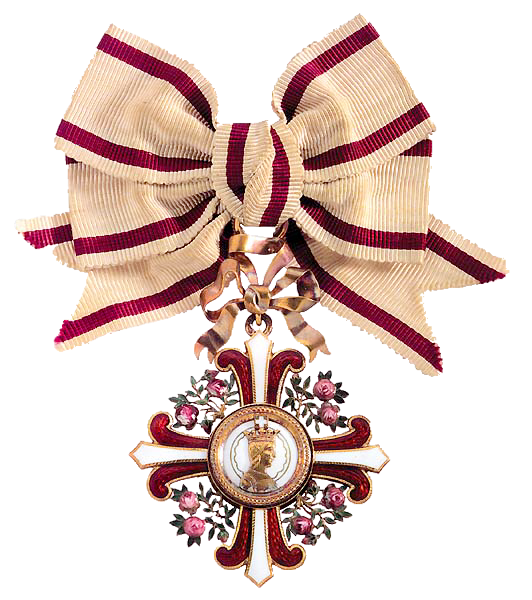

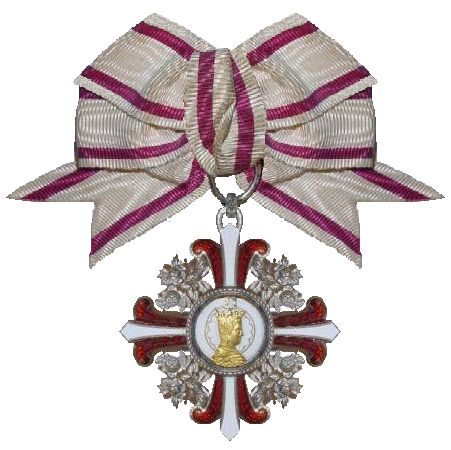

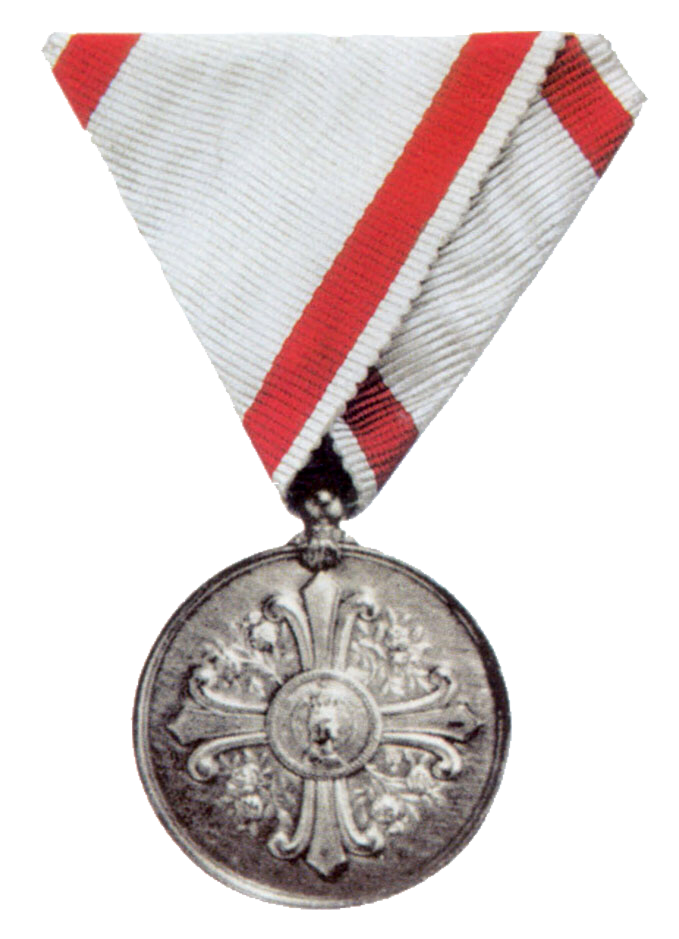

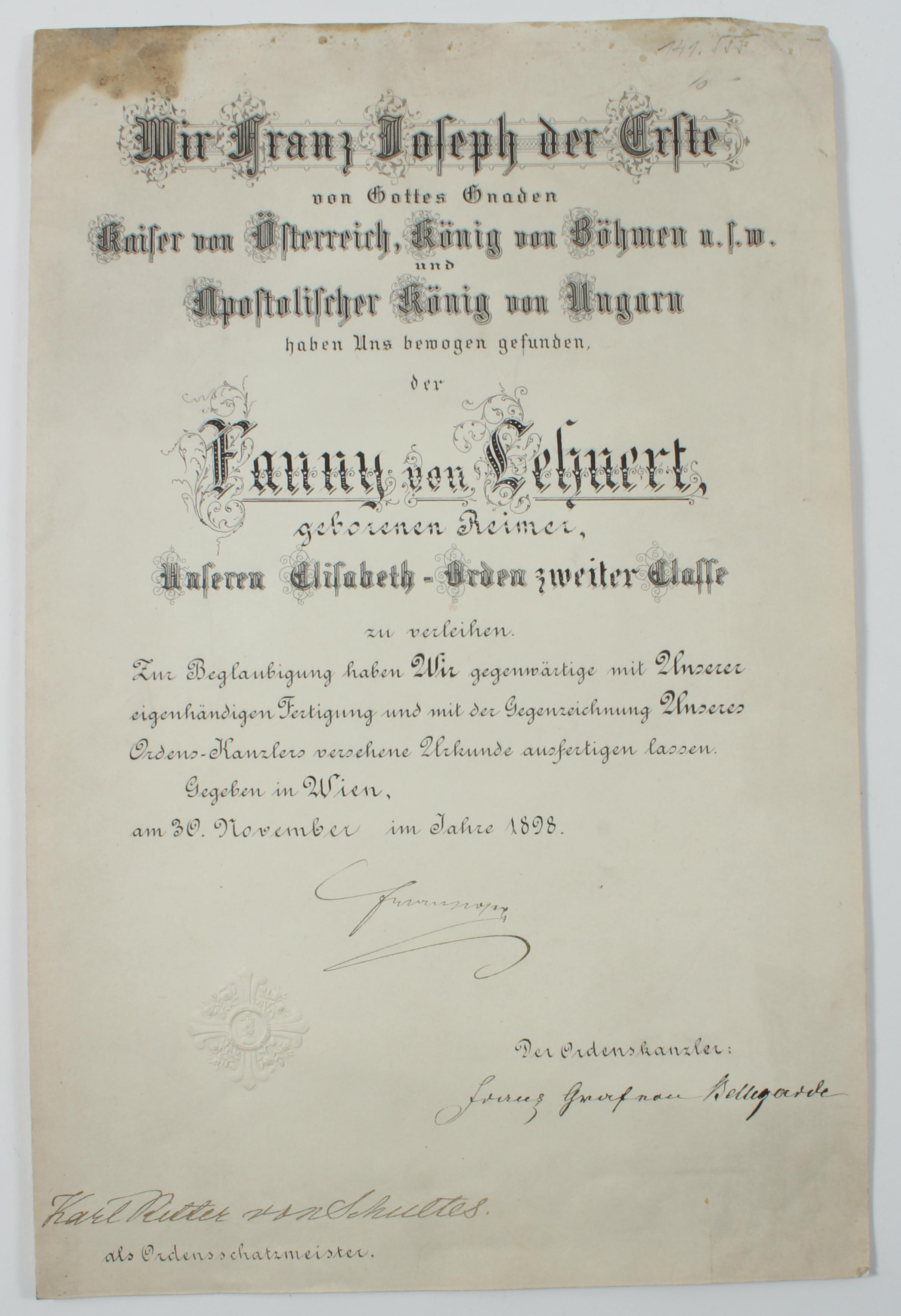
Документ до Ордену Єлизавети 2-го класу Фанні фон Ленерт, 30 листопада 1898 р.

- Великий хрест (нім. Großkreuz);

- 1-й клас з зіркою (нім. I. Klasse mit Stern);

- 1-й клас (нім. I. Klasse);

- 2-й клас (нім. II. Klasse);

- Єлизаветинський хрест (нім. Elisabeth-Kreuz);
- Єлизаветинська медаль (нім. Elisabeth-Medaille).

## Відзначені нагородою
| Клас нагороди         | Громадянки Австро-Угорщини | Іноземні громадяни | Всього |
| --------------------- | -------------------------- | ------------------ | ------ |
| Великий хрест         | 36                         | 45                 | 81     |
| 1-й клас з зіркою     | 1                          | 2                  | 3      |
| 1-й клас              | 274                        | 58                 | 332    |
| 2-й клас              | 462                        | 38                 | 500    |
| Єлизаветинський хрест | 1                          |                    | 1      |
| Єлизаветинська медаль | 163                        | 45                 | 208    |